# Sisters Love
The Sisters Love waren eine US-amerikanische Soul- und Funkgruppe. Die Gruppe bestand aus den vier Sängerinnen Lillie Fort, Gwendolyn Berry, Merry Clayton (1969 ersetzt durch Jeannie Long) und Vermettya Boyster.

## Geschichte
The Sisters Love gingen 1968 aus der Gruppe The Raelets hervor, die 1956 von Ray Charles als Backing Group gegründet worden war. Ihre erste Single „This Time Tomorrow/I Know You Love Me“ erschien 1968 auf dem kleinen Plattenlabel Manchild in Los Angeles.
Daraufhin wurde die Gruppe für das noch junge Label A&M Records entdeckt und erhielt einen Plattenvertrag. Zwischen 1969 und 1972 veröffentlichten The Sisters Love dort eine Reihe von Soul/Funk-Singles und hatten 1971 mit „Are You Lonely/Ring Once“ ihren größten US-Hit.
Als damals einzige schwarze Gruppe bei A&M waren sie von ihrer Plattenfirma bald frustriert und wechselten 1972 zu Motown. Alle Singles für Motown nahmen The Sisters Love in den MoWest Studios in Hollywood auf und veröffentlichten sie auf dem gleichnamigen Unterlabel von Motown. 1973 gingen sie als Vorgruppe von The Jackson Five auf Welttournee.
Nachdem Motown Records 1972 sein Hauptquartier von Detroit nach Los Angeles verlegte, wurde das Unterlabel MoWest überflüssig und 1973 zugemacht. Eine ganze Reihe von bereits angekündigten LPs konnten daher nicht mehr erscheinen, darunter auch ein Album von The Sisters Love, das bis heute auf Eis liegt. Die letzten Singles waren „My Love Is Yours/You’ve Got My Mind“ und das nur in Großbritannien veröffentlichte „I’m learning to trust my man“, bevor sich The Sisters Love 1973 auflösten.
Da die Gruppe ausschließlich Singles veröffentlichte, für die heute hohe Sammlerpreise gezahlt werden, blieb The Sisters Love der große Erfolg zu Lebzeiten verwehrt. Das Raregroove-Label Soul Jazz Records veröffentlichte 2006 die Singles-Compilation „Give Me Your Love“ mit 16 Stücken der Gruppe.

## Give Me Your Love
Das inzwischen wohl bekannteste Stück von The Sisters Love ist „Give Me Your Love“. Anfang der achtziger Jahre veröffentlichte der New Yorker DJ Danny Krivit einen achtminütigen Remix des Stücks und machte ihn damit einem breiteren Disco- und Raregroove-Publikum bekannt. Die Originalversion erschien später auf diversen Raregroove- und Deep-Funk-Compilations. Das im Jahr 2000 veröffentlichte Robbie Williams/Kylie-Minogue-Duett „Kids“ beruht im Wesentlichen auf einem Sample aus „Give Me Your Love“.
The Sisters Love veröffentlichten das Stück ursprünglich 1973 als B-Seite ihrer Motown-Single „(I Could Never Make) A Better Man Than You“. Auf der Promo-Single für DJs fehlte das Stück ganz, so dass es zunächst kein Hit wurde. „Give Me Your Love“ stammt im Original von Curtis Mayfield und erschien 1972 auf dem Soundtrack des Blaxploitation-Films Superfly.